# Velkorážní puška

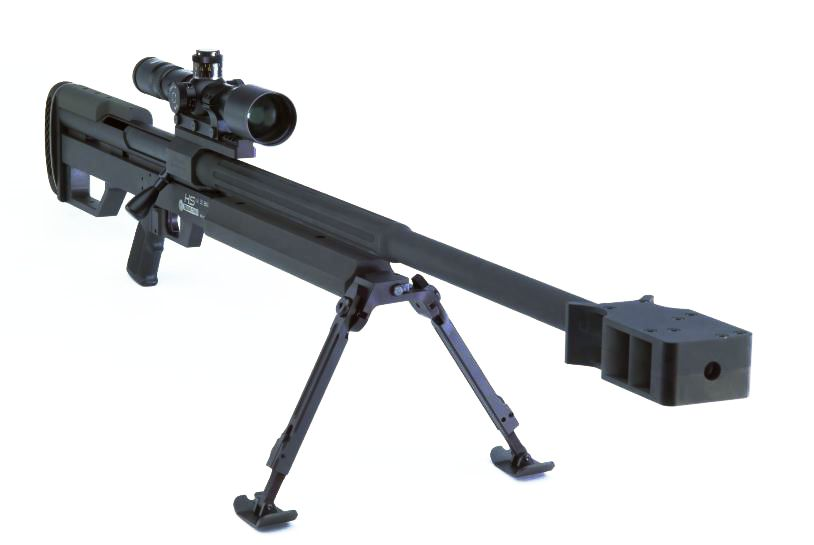
Puška Steyr HS .50 AM

Velkorážní puška též velkorážní odstřelovací puška či protimateriálová puška (z anglického označení anti-materiel rifle – AMR) je puška určená především na ničení lehce pancéřovaných i nepancéřovaných cílů (vozidel, polních úkrytů, atd.), ale může být použita též proti lidským cílům.

## Vznik a vývoj
Vojenské velkorážní pušky jsou nástupci protitankových pušek, které vznikly na sklonku první světové války jako odpověď na zavedení opancéřovaných tanků. První takovou protipancéřovou puškou byla německá jednoranná Tankgewehr M1918 ráže 13,25 mm. V době druhé světové války se již používaly opakovací a poloautomatické protitankové pušky, například sovětská PTRD a PTRS v ráži 14,5 mm.
Již v průběhu druhé světové války se však pušky ukázaly jako nedostatečné proti stále lepšímu pancéřování vozidel. Současné tanky a většina dalších obrněných vozidel jsou příliš dobře chráněny, než aby je bylo možné zničit nebo vážněji ohrozit puškami velké ráže. Velkorážní pušky mohou být s úspěchem použity proti méně opancéřovaným letounům, zásobovacím vozidlům nebo na zranitelné části pancéřovaných cílů, například na optické, radarové nebo komunikační zařízení.

## Konstrukce a užití
Velkorážní odstřelovací pušky mají ráži 12,7 mm a větší (14,5 mm, 20 mm, dokonce i 25 mm). Vzhledově jsou podobné moderním odstřelovacím puškám a mohou sloužit i v této roli, ačkoli obvykle používají munici mnohem účinnější, než je nutné pro zabití člověka. Nejčastěji náboje 12,7 × 99 mm NATO nebo ruské 12,7 × 108 mm či 14,5 × 114 mm, průbojné, explozivní i zápalné, obvykle používané do těžkých a protileteckých kulometů. Používá se však i munice speciální konstrukce. Výhodou je, že tato munice je zpravidla mnohem levnější než většina současných protitankových střel. Další výhodou jsou lepší balistické vlastnosti střely a její kinetická energie a tedy větší přesnost i při střelbě na vzdálenost přesahující 1000 m. Velkorážní puška tedy umožňuje levné a přesné ničení nepřátelského vybavení na dlouhou vzdálenost. Je možné ji použít také k ničení nevybuchlých kusů munice z bezpečné vzdálenosti.
Vzhledem ke své velikosti a hmotnosti jsou velkorážní pušky obsluhovány v týmech o síle dvou až tří mužů. Rovněž kvůli hmotnosti zbraně a zpětnému rázu při výstřelu je nutné střílet z pozice vleže; střelba ve stoje či v kleče je velmi obtížná, velmi nebezpečná a nepřesná. Některé zbraně tohoto typu snižují zpětný ráz pomocí trysek, podobně jako bezzákluzové kanóny, velikost výšlehu ale usnadňuje odhalení střelcovy pozice.

## Příklady velkorážních pušek
| Název pušky     | Země původu    | Ráže                                  |
| --------------- | -------------- | ------------------------------------- |
| CZW-127         | Česko          | 12,7 × 99 mm NATO nebo 12,7 × 108 mm  |
| vz. 99 Falcon   | Česko          | 12,7 × 99 mm NATO nebo 12,7 × 108 mm  |
| AMR-2           | Čína           | 12,7 × 108 mm                         |
| RT-20           | Chorvatsko     | 20 × 110 mm Hispano                   |
| Mambi AMR       | Kuba           | 14,5x114 mm                           |
| PGM Hecate II   | Francie        | 12,7 × 99 mm NATO                     |
| Denel NTW-20    | JAR            | 14,5 × 114 mm nebo 20 × 83,5 mm       |
| DSR-50          | Německo        | 12,7 × 99 mm NATO                     |
| WKW Wilk (Tor)  | Polsko         | 12,7 × 99 mm NATO                     |
| Steyr HS .50    | Rakousko       | .50 BMG (12,7 × 99 mm NATO)           |
| ASVK            | Rusko          | 12,7 × 108 mm                         |
| KSVK            | Rusko          | 12,7 × 108 mm                         |
| OSV-96          | Rusko          | 12,7 × 108 mm                         |
| M93 Black Arrow | Srbsko         | 12,7 × 99 mm NATO) nebo 12,7 × 108 mm |
| AW50            | Velká Británie | .50 BMG (12,7 × 99 mm NATO)           |
| AX50            | Velká Británie | .50 BMG (12,7 × 99 mm NATO)           |
| AR-50           | USA            | .50 BMG (12,7 × 99 mm NATO)           |
| Barrett M82     | USA            | .50 BMG (12,7 × 99 mm NATO)           |
| Barrett XM109   | USA            | 25 × 59 mm                            |